# پی زد ال ام-۴
پی زد ال ام-۴ (به انگلیسی: PZL_M-4_Tarpan) یک هواگرد از نوع هواپیمای آموزشی ساخت شرکت PZL-Mielec است. هواگرد پی زد ال ام-۴ نخستین پروازش را در ۷ سپتامبر ۱۹۶۱ میلادی انجام داد. در مجموع، تعداد 2 فروند از این هواگرد ساخته شده‌است.